# ᶦ
Cette page contient des caractères spéciaux ou non latins. S’ils s’affichent mal (▯, ?, etc.), consultez la page d’aide Unicode.
ᶦ, appelée petite capitale i en exposant, petite capitale i supérieur ou lettre modificative petite capitale i, est un symbole phonétique utilisé dans certaines transcriptions phonétiques non standard ou proches de l’alphabet phonétique international. Il est formé de la lettre latine petite capitale i ‹ ɪ › mise en exposant.

## Utilisation
Dans certaines variantes de l’alphabet phonétique international non standard, la petite capitale i en exposant est utilisé pour représenter des diphtongues. En 1968, Thomas Gay recommande d’utiliser le symbole en exposant pour la deuxième partie mineure des diphtongues.

## Représentations informatiques
La lettre modificative petite capitale i peut être représenté avec les caractères Unicode suivants (Supplément extensions phonétiques) :
| formes       | représentations | chaînes de caractères | points de code | descriptions                                    | note                            |
| ------------ | --------------- | --------------------- | -------------- | ----------------------------------------------- | ------------------------------- |
| modificative | ᶦ               | ᶦ                     | U+1DA6         | lettre modificative minuscule petite capitale i | codé pour le symbole phonétique |